# Малево (област Хасково)
 За другото българско село вижте Малево (област Смолян).  
Малево е село в Южна България. То се намира в община Хасково, област Хасково.

## География
Селото се намира на 12 км югоизточно от Хасково. Съседни села са Манастир, Корен и Книжовник.

## История
Село Малево, община Хасково, е с това име от 1907 г., когато с постановление на Министерския съвет е заменено старото му турско име Тете-кьой. (тете на турски „леля“ или „баба“)Новото му име е взето от местността Малево на 2 км югоизточно от селото, където се намират следи от старото селище. Сегашното име на селото идва от старо селище, което се е разполагало в местността Малево, до крепостта Хасара.

## Население
Численост
Численост на населението според преброяванията през годините:
| \| Година на преброяване \| Численост \| \| --------------------- \| --------- \| \| 1934 \| 1830 \| \| 1946 \| 1840 \| \| 1956 \| 1696 \| \| 1965 \| 1605 \| \| 1975 \| 1544 \| \| 1985 \| 1442 \| \| 1992 \| 1332 \| \| 2001 \| 1224 \| \| 2011 \| 1179 \| \| 2021 \| 1106 \| |           |
| Година на преброяване | Численост |
| 1934 | 1830      |
| 1946 | 1840      |
| 1956 | 1696      |
| 1965 | 1605      |
| 1975 | 1544      |
| 1985 | 1442      |
| 1992 | 1332      |
| 2001 | 1224      |
| 2011 | 1179      |
| 2021 | 1106      |

### Етнически състав
Преброяване на населението през 2011 г.
Численост и дял на етническите групи според преброяването на населението през 2011 г.:
|                     | Численост | Дял (в %) |
| Общо                | 1 179     | 100,00    |
| Българи             | 1 116     | 94,65     |
| Турци               | 8         | 0,67      |
| Цигани              | 11        | 0,93      |
| Други               | 8         | 0,67      |
| Не се самоопределят | 6         | 0,50      |
| Неотговорили        | 30        | 2,54      |

## Културни и природни забележителности
Ямача с аязмото, параклиса и железния кръст; Шейтанца, Железния мост, Хасара, Дережик Бойно, Кордережи, Бели Кория, бивше летище, строено от немците по време на Втората световна война, Белият бряг.
Каратопрака, Балъка, Старото дълбоко, кариера за добив на камък, Големият камък, големите вирове по реката с голямата щука, Кандака. Ташкоом дережике, Руселоом Карача, Елламъта, Бароноом лозет, Котьоом пъте, Чуката, Чебаноом гераня, Марчоом речката и Старото Малево – старото землище на селото от преди 1100 г.

## Личности
Родени в Малево
- Руси Александров Дяков (1891 – 1902), кмет на селото
- Илка Александрова (р. 1954), българска народна певица, правнучка на Руси Александров Дяков